# I Was Looking at the Ceiling and Then I Saw the Sky

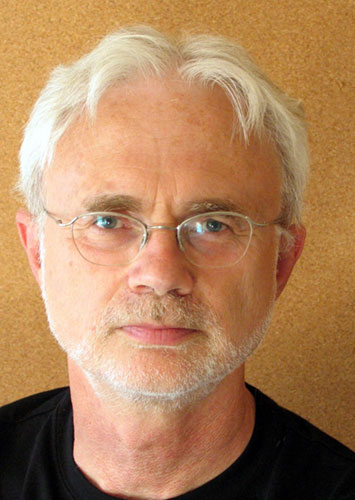
John Adams

I Was Looking at the Ceiling and Then I Saw the Sky är en opera ("songplay") i två akter med musik av John Adams och libretto av June Jordan från 1995.

## Historia
Efter John Adams och regissören Peter Sellars två tidigare operor, Nixon in China och The Death of Klinghoffer, blev den här operan deras tredje samarbete, ett folkmusikinspirerat sångspel med åttamannaorkester. Librettisten June Jordan betraktar operan som en "jordbävning/romans" om sju unga män och kvinnor på USA:s västkust under 1990-talet. Titeln är ett citat från en överlevande från jordbävningen som skakade Northridge i Kalifornien den 17 januari 1994. Med utgångspunkt denna mening skrev June Jordan ett libretto som återspeglade kulturskillnaderna i Los Angeles. 
Adams, Sellars och Jordan sökte efter en musikalisk form som kunde vara ett inkluderande alternativ till den traditionella operakonstens. För Adams del innebar detta att istället för klassisk sång skriva för populärmusikalisk sång. Hans förebilder var George Gershwins Porgy och Bess och Leonard Bernsteins West Side Story, och deras gestaltning av karaktärerna. Kritiken mot musiken handlade om att Adams bara valde ut vissa avgränsade delar av populärkulturen. Det finns passager med acid rockgitarr, funkrytmer, gospel, och tidig minimalistisk musik av Adams själv, men få spår av rapmusik (Los Angeles särskilda gatumusik). Vad Adams återskapade var den musik som fanns när han växte upp: Frank Zappa, James Brown och musikalen Hair.
Operan uruppfördes den 11 maj 1995 i Berkeley, Kalifornien. Första uppsättningen i Europa skedde den 21 oktober 1995 i Hamburg i Tyskland.

## Personer
- David, en färgad baptistpastor (tenor)
- Leila, en färgad student som arbetar som sexualrådgivare på en abortklinik (mezzosopran)
- Consuelo, en illegalt invandrare från El Salvador, ensamstående tvåbarnsmor (sopran)
- Mike, en vit homosexuell polis, som engagerar sig socialt (baryton)
- Dewain, en färgad gangsterboss (baryton)
- Tiffany, en vit TV-reporter (mezzosopran)
- Rick, jurist av vietnamesisk härkomst, som jobbar som försvarare åt bidragstagare (tenor)

## Handling

### Akt I
En öppningsensemble presenterar karaktärerna: Dewain, en färgad man precis frigiven från fängelset; David, en färgad baptistpastor; Leila, en färgad student som arbetat på en abortklinik och som är förälskad i David; Consulea, en flykting från El Salvador utan immigrationspapper som är Dewains flickvän och mamma till hans barn; Mike, en vit polis; Tiffany som är TV-reporter och åker omkring med Mike för att göra en dokumentär; och advokaten Rick vars föräldrar var vietnamesiska båtflyktingar. David håller en "kärlekspredikan" till Leila som dock förhåller sig skeptisk till hans avsikter. I en dröm minns Consuela ett nattligt besök av hennes el salvadorianske älskare som hon misstog för soldater som kommit för att våldta henne. Dewain skyndar hem till Leila och stjäl två ölflaskor från kvartershandlaren. Trots att han är attraherad av Dewain arresterar Mike honom för stölden medan filmteamet dokumenterar händelsen. Tiffany åser med illa dold förtjusning Mikes handlande. Hon hånar Dewain, som varnas av Mike att hans dåliga beteende kan förvandla ett litet brott till en stor stöld, vilket enligt Kaliforniens hårda lagar kommer straffa honom med livstids fängelse. Leila försöker lugna ned situationen. Rick som är utsedd försvarare åt Dewain tar fallet inför rätta.

### Akt II
Dawid friar till Leila i kyrkan. Plötsligt drabbar en jordbävning Los Angeles och personerna tvingas ta itu med sina öden. Dewains fängelsecell har förstörts, men han vet att friheten redan är här. Consuela försöker övertala honom att fly till El Salvador med henne men de skiljs åt. Alla karaktärer förenas i en slutsång: "I was looking at the ceiling and then I saw the sky!"